# Splash/愛してるって言えない
『Splash/愛してるって言えない』は、2017年6月28日に日本でリリースされたイェソンの両A面シングル。

## 概要
本作はイェソンの2作目となる日本シングル。「Splash」のMV撮影はマカオで行われ、MV本編と撮影模様が本作のDVDに収録されている。「愛してるって言えない」の作詞には作家・村上龍が参加し、豪華な作品となっている。
「Splash」は、バラードソングを歌唱することが多いイェソンのソロ曲としては珍しいパーティーソングとなっており、「初夏をイメージしたSUPER JUNIORらしいダンスナンバー」と語っている。一方「愛してるって言えない」は、村上龍とイェソンのタッグにより”愛してる”という言葉の深さを感じさせるような大人のラブソングに仕上がっている。

## 収録曲
| #         | タイトル                       | 作詞                   | 作曲                                     | 時間  |
| --------- | ------------------------------ | ---------------------- | ---------------------------------------- | ----- |
| 1.        | 「Splash」                     | 田中秀典(agehasprings) | DONNA, RICKY, CuzD                       | 3:12  |
| 2.        | 「愛してるって言えない」       | 村上龍                 | イェソン, Hee Jun Choi, Seung Chan Hwang | 3:38  |
| 3.        | 「Splash」(Inst)               |                        | DONNA, RICKY, CuzD                       | 3:12  |
| 4.        | 「愛してるって言えない」(Inst) |                        | イェソン, Hee Jun Choi, Seung Chan Hwang | 3:38  |
| 合計時間: | 合計時間:                      | 合計時間:              | 合計時間:                                | 13:40 |

| #  | タイトル                                 | 作詞 | 作曲・編曲 |
| -- | ---------------------------------------- | ---- | ---------- |
| 1. | 「Splash -Music Video-」                 |      |            |
| 2. | 「Splash -Music Video & Jacket Making-」 |      |            |

## タイアップ
- 日本テレビ系列放送『バズリズム』2017年7月度オープニングテーマ（#1）